# Born Again (Black-Sabbath-Album)
Born Again ist das elfte Studioalbum der britischen Heavy-Metal-Band Black Sabbath aus dem Jahr 1983. Es ist das einzige Album der Band mit Ian Gillan als Sänger.

## Entstehung und Veröffentlichung
Sänger Ronnie James Dio verließ Black Sabbath Anfang 1983. Bandmanager Don Arden fragte Ian Gillan an, der bis 1973 Sänger bei Deep Purple war und seine Band Gillan Ende 1982 aufgelöst hatte. Zunächst lehnte er ab, sagte aber später nach einem Pubbesuch in betrunkenem Zustand zu, späteren eigenen Angaben zufolge hauptsächlich aus finanziellen Gründen. Am 6. April 1983 gab Black Sabbath den Einstieg von Gillan im Rahmen einer Pressekonferenz in einem Londoner Nachtclub bekannt. Gründungsmitglied Bill Ward ersetzte seinen Nachfolger Vinnie Appice am Schlagzeug.
Aufgrund des neuen Engagements verschob Gillan eine angesetzte Stimmbandoperation und begann mit der Band zu proben. Im Mai 1983 begannen die Aufnahmen in den Manor Studios. Nach deren Abschluss begab sich Gillan in Urlaub und überließ den anderen Bandmitgliedern den Mix und die Fertigstellung des Albums. Er erhielt 20 Exemplare des fertigen Albums und geriet über das Ergebnis so in Wut, dass er alle 20 Alben zerschlug. Nach seiner Meinung war das Plattencover abstoßend und der Klang des Albums wurde beim Mix zerstört.
Die Erstveröffentlichung von Born Again erfolgte schließlich am 7. August 1983 bei Vertigo Records. Das Album erschien in seiner Originalausführung als LP mit neun Titeln (Katalognummer: 814 271-1). Am 14. Juli 2006 erschien das Album erstmals als CD-Ausführung (Katalognummer: Sanctuary SMRCD075). Am 27. Mai 2011 erschien eine Deluxeversion des Albums mit einer Bonus-CD. Bei der Bonus-CD handelt es sich um das Livealbum Live at the Reading Festival, Saturday August 27th 1983, das noch um zwei Bonustitel erweitert wurde. Tony Iommi stellt in einem für das Musikmagazin Classic Rock geführten Interview heraus, dass er die Absicht gehabt habe, Born Again neu abzumischen. Es hätte zwar großartig im Studio geklungen. Bei der Pressung hätte es aber Probleme gegeben. Aber die originalen Aufnahmebänder seien im Umfeld des ex-Managers Don Arden verschwunden. Gefunden wurden lediglich um die fünf Lieder, der Rest sei verloren.

## Artwork
Auf dem von Steve „Krusher“ Joule entworfenen Schallplattencover ist ein schreiendes rotes Baby mit langen Fingernägeln, Reißzähnen und Hörnern abgebildet. Das oftmals negativ aufgenommene Cover entstand, wie Joule erklärt, unter „außergewöhnlichen Umständen“, im Zuge des Konflikts zwischen der Band und ihrem ursprünglichen Sänger Ozzy Osbourne und seiner Frau Sharon, der Tochter von Black Sabbaths Manager Don Arden. Da Joule zu dieser Zeit auch Osbournes Plattenhüllen entwarf und dies nicht riskieren wollte, entschied Joule sich für lächerliche Entwürfe für Black Sabbath. Das Bild des Säuglings, das er in einer Zeitschrift fand, wurde von ihm überbelichtet, mit Hörnern, langen Fingernägeln und Reißzähnen versehen, farblich verändert und die englische Frakturschrift „bastardisiert“. Während Joule selbst nach eigenen Angaben bei der Illustration kichern musste, gefiel es Don Arden.

## Inhalt und Stil
Adrien Begrand von PopMatters beschreibt Born Again als „seltsame, eklektische Mischung aus sieben Liedern – ohne zwei zeitfüllende Instrumentalstücke zu zählen – die von Spaß-Rock-’n’-Roll über blues-getränkte Balladen und seltsame Exkursionen in die Atonalität zum wohl schwersten Lied, das Black Sabbath jemals aufgenommen hat“, reichte. Die Abmischung bezeichnete er als „absolut katastrophal, ein matschiges Durcheinander“, für das sich drei der Mitglieder gegenseitig die Schuld gaben.
Trashed ist ein Stück mit gehobenem Tempo, laut Greg Moffitt vom Decibel Magazine musikalisch in der Art von Neon Knights und Turn up the Night, textlich jedoch ein klarer Bruch mit der Dio-Ära. Das Lied handelt von einem Wochenende in den Manor Studios in Shipton-on-Cherwell, Oxfordshire, wo Born Again aufgenommen wurde, und Gillan in alkoholisiertem Zustand Wards Wagen während einer Fahrt um das Grundstück bei einem Unfall zerstörte. Im europäischen und dem nordamerikanischen Tourprogramm findet sich eine Photographie des brennenden Ford Granada.
Stonehenge ist ein Instrumentalstück, das mit atmosphärischen Synthesizern und unheimlichen Effekten vermutlich hauptsächlich das Werk des langjährigen Keyboarders Geoff Nicholls ist.
Disturbing the Priest ist textlich ein traditionelles Black-Sabbath-Lied und baut über den Spannungsauf- und -abbau auf ähnliche Weise wie Black Sabbath Atmosphäre auf. Die Melodie der Gesangsstrophe übernahm Ian Gillan vom Titelsong seines 1977 veröffentlichten Albums Scarabus. 
The Dark ist ein kurzes Instrumentalstück mit schwerem Bass, dem das Lied Zero the Hero folgt. Auf diesem setzt Tony Iommi Riffs in einer Weise ein, die laut Moffitt seit Sabotage nicht mehr zu hören war; sein ausgedehntes Gitarrensolo wird von Butlers Bassspiel unterstrichen.
Die B-Seite beginnt, vergleichbar mit der A-Seite, mit dem energiegeladenen Stück Digital Bitch. Dieses soll textlich von Sharon Arden/Osbourne inspiriert gewesen sein. Dem folgt das ruhigere Lied Born Again, das kein antireligiöses Stück darstellt, wie der Titel vermuten lassen könnte. Hot Line fällt erneut durch Iommis Riffs und außerdem durch Gillans schreienden Gesang auf. Der letzte Titel, Keep It Warm, ist wie Trashed zu Beginn der A-Seite eher in der „realen Welt“ verankert und wurde Gillans damaliger Freundin Bron gewidmet.

## Titelliste
1. Trashed
2. Stonehenge
3. Disturbing the Priest
4. The Dark
5. Zero the Hero
6. Digital Bitch
7. Born Again
8. Hot Line
9. Keep It Warm

## Tournee
Auf der anschließenden Tournee wurde Schlagzeuger Ward wegen Alkoholproblemen durch Bev Bevan ersetzt. Das Bühnenbild sollte nach einer Idee von Geezer Butler aus einem originalgetreuen Nachbau von Stonehenge bestehen, dieser kam wegen seiner Größe jedoch nur bei einigen Shows vollständig zum Einsatz. Oberhalb des Nachbaus war in Anlehnung an das Cover ein Zwerg aufgehängt, der mit einem Glockenschlag auf die Kulisse fallen sollte, während als Druiden verkleidete Roadies die Bühne betraten. Allerdings fiel die Puppe bereits bei der ersten Show so unglücklich, dass sie nicht mehr aufgefunden werden konnte.

## Rezeption
Das Album stieß bei seiner Veröffentlichung auf ein geteiltes Echo. Viele betrachteten es als „komplettes Durcheinander“, allerdings wurden genug Exemplare für einen Einstieg in die Top 5 in Großbritannien verkauft, und in den USA erreichte es beinahe die Top 40. Gegner bezeichneten die Band in der Besetzung mit Deep-Purple-Sänger Gillan als „Deep Sabbath“ und reagierten mit Skepsis auf ihn als Ersatz für Dio. Viele ältere Anhänger bevorzugten die vorigen Black-Sabbath-Alben, während jüngere sich anderen Bands zuwandten. Nach Meinung von Deep-Purple-Biograf Dave Thompson wurde mit dem Engagement von Ian Gillan eine Supergroup geschaffen, die eigentlich nur als „Supergelddruckmaschine“ gedacht war, denn Black Sabbath sei zu der Zeit als aufgelöst anzusehen gewesen. Neil Nixon schreibt im Rough Guide to Rock, dass der Klang des Albums zwar gut sei, allerdings sei die Qualität der Lieder nicht so gut gewesen, dass die Besetzung mit Gillan eine Chance gehabt hätte. Eduardo Rivadavia von Allmusic bemängelt, dass Gillans bluesige Stimme und sein Humor absolut nicht zur Musik der Band passe. Das schlechte Plattencover und die Probleme auf der Tournee sowie das Stonehenge-Bühnenbild seien die perfekte Vorlage für die Filmkomödie This Is Spinal Tap gewesen. Walter Scheurer vom Online-Magazin metal.de meint in seiner Rezension rückblickend, dass das Album „bis heute zu den sträflich unterschätzen Werken der Band zu zählen ist“, die schlechten Kritiken seien auf die mangelnde Akzeptanz der neuen Bandbesetzung zurückzuführen. Mit Zero the Hero und Disturbing the Priest seien zwei Klassiker der Band auf dem Album vertreten. Tatsächlich wurde Zero the Hero später von Cannibal Corpse gecovert. Greg Moffitt vom Decibel Magazine sieht die beiden Stücke ebenfalls als Klassiker an und verteidigt Born Again in der Rubrik Justify Your Shitty Taste; es sei kein großartiges Werk, aber erinnerungswert und trotz der Produktion extrem schwer, und er ertrage eher eine leichte Trübheit als eine entmannte Perfektion. Seiner Ansicht nach sei das Schlimmste, was man über Born Again sagen könnte, dass es Ward erneut in den Alkoholismus gestürzt habe, aber das sei eine andere Geschichte. Martin Popoff führte es 2004 in seinem Buch The Top 500 Heavy Metal Albums of All Time auf Platz 83 an. Der Rolling Stone gab dem Album ursprünglich zwei Sterne, erhöhte 2004 jedoch auf drei. Adrien Begrand von PopMatters ignorierte Born Again und Black Sabbath zum Erscheinungszeitpunkt, bezeichnete die Veröffentlichung aber 2011 als „die letzte großartige Black-Sabbath-Platte“. In den USA wurde das Album nie wiederveröffentlicht, während in Großbritannien 2011 eine Doppel-CD-Wiederveröffentlichung erschien.

## Kommerzieller Erfolg

### Chartplatzierungen
| ChartsChartplatzierungen       | Höchstplatzierung | Wochen |
| ------------------------------ | ----------------- | ------ |
| Deutschland (GfK)              | 37 (6 Wo.)        | 6      |
| Vereinigte Staaten (Billboard) | 39 (16 Wo.)       | 16     |
| Vereinigtes Königreich (OCC)   | 4 (7 Wo.)         | 7      |

### Auszeichnungen für Musikverkäufe
| Land/Region                  | Auszeichnungen für Musikverkäufe (Land/Region, Auszeichnung, Verkäufe) | Verkäufe |
| ---------------------------- | ---------------------------------------------------------------------- | -------- |
| Vereinigtes Königreich (BPI) | Gold                                                                   | 100.000  |
| Insgesamt                    | 1× Gold ·                                                              | 100.000  |